# Perg (huyện)
Bezirk Perg là một huyện của bang Thượng Áo ở Áo.

## Các đô thị
Các thị xã (Städte) bằng chữ đậm; các phố thị (Marktgemeinden) bằng chữ xiên, các khu ngoại ô, làng và các đơn vị khác của một đô thị được hiển thị bằngchữ nhỏ.
- Allerheiligen im Mühlkreis
- Arbing
- Bad Kreuzen
- Baumgartenberg
- Dimbach
- Grein
- Katsdorf
- Klam
- Langenstein
- Luftenberg an der Donau
- Mauthausen
- Mitterkirchen im Machland
- Münzbach
- Naarn im Machlande
- Pabneukirchen
- Perg
- Rechberg
- Ried in der Riedmark
- Sankt Georgen am Walde
- Sankt Georgen an der Gusen
- Sankt Nikola an der Donau
- Sankt Thomas am Blasenstein
- Saxen
- Schwertberg
- Waldhausen im Strudengau
- Windhaag bei Perg